# Dieceza de Beauvais
Dieceza de Beauvais (în latină Dioecesis Bellovacensis, Noviomensis et Silvanectensis, în franceză Diocèse de Beauvais, Noyon et Senlis) este o episcopie romano-catolică din Franța.